# Izanami

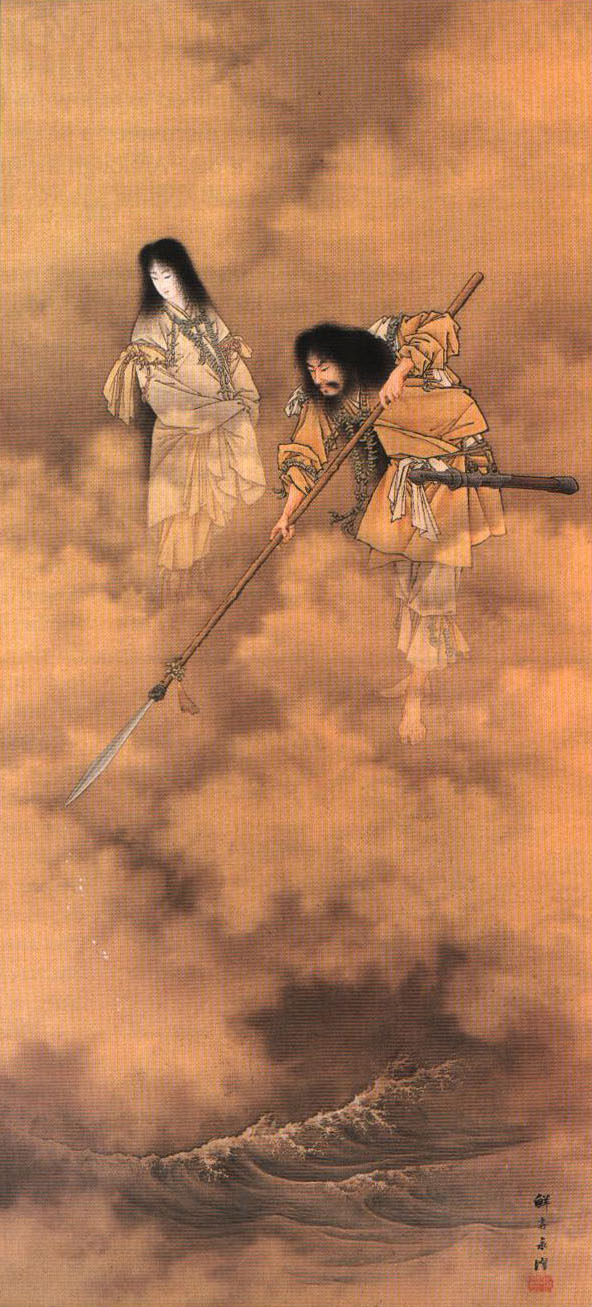
Izanagi och Izanami Världen skapas, målning av Kobayashi Eitaku (cirka 1885).

Izanami var i japansk mytologi den första gudinnan, hustru och syster till Izanagi.
Izanami avled när hon födde eldguden Kagutsuchi. Hennes make följde henne ner i underjorden och lyckades med nöd och näppe återvända till världen där han efter att ha genomgått en serie rituella reningsbad kunde fortsätta att alstra gudar på egen hand.

## I populärkultur
Izanagi och Izanami medverkar även i serietidningen "Teenage Mutant Ninja Turtles Adventures", där de hjälper sköldpaddorna att besegra en demon vid namn "Noi Tai Dar".

### Fotnoter
1. ↑  ”Mirage Licensing”. Mars 1992. Arkiverad från originalet den 24 november 2010. https://web.archive.org/web/20101124032659/http://miragelicensing.com/comics/archie/30/30.htm. Läst 23 februari 2012.